# Пиринеји
Пиринеји (фр. Pyrénées, араг. , баск. Pirinioak) су планински венац на југозападу Европе који чини природну границу између Француске и Шпаније. Они одвајају Пиринејско полуострво од Француске, а простиру се око 430 km од Баскијског залива на Атлантском океану до рта Кап д Кре на Средоземном мору. Пиринеји достижу максималну висину од 3.404 m (11.168 ft) на врху Ането.
Већим делом главни гребен чини француско-шпанску границу, са кнежевином Андором између њих. Највећи изузетак од овог правила је долина Вал д'Аран, која припада Шпанији иако лежи на северној страни гребена. Историјски гледано, круна Арагона и Краљевина Навара простирале су се са обе стране овог планинског ланца. Друга мања орографска одступања укључују водопад Сердањ и шпанску енклаву – град Љивија.

## Географија
Пиринеји су део следећих француских департмана, од истока на запад: Источни Пиринеји, Од, Арјеж, Горња Гарона, Високи Пиринеји и Атлантски Пиринеји.
Пиринеји су такође део следећих шпанских провинција: Ђирона, Барселона, Љеида, Уеска, Сарагоса, Навара и Guipúzcoa.
Коначно, Пиринеји су део независне кнежевине Андоре.
Пиринеји су подељени на три дела: централни, атлантски или западни и источни.
Централни Пиринеји се пружају на исток од Порт д Канфранкa до Вал д'Арана, и у њима су највећи врхови:
- Ането или Pic de Néthou (3,404 m) на Маладета гребену,
- Монт Посетс (3,375 ),
- Монт Перду или Monte Perdido или Mont Perdut (3,355 ).

На атлантским Пиринејима стране се постепено уздижу од истока на запад. На источним Пиринејима, с изузетком једног прекида на крајњем истоку Pyrénées Ariégeoises, средња надморска висина је уједначена док изненада не опадне у делу ланца познатог као Albères.

## Геологија
Пиринеји су старији од Алпа: први седименти су створени у обалском басену за време Палеозоика и Мезозоика. У периоду старије Креде настао је Баскијски залив, који је гурнуо Шпанију према Француској и створио велике слојеве потиснутог седимента. Интензиван притисак и уздизање земљине коре прво су се десили у источном делу и постепено се проширио на читав ланац, да би кулминирали у епохи Еоцена.
Источни део Пиринеја се састоји махом од гранитних и гнајсних стена, док на западу гранитни врхови имају кречњачке слојеве. Масивни и оштри врхови гребена су од гранита, који је посебно отпоран на ерозију, као и на глацијалне промене.

## Предео
Упадљиве одлике пиринејског пејзажа су:
- одсуство велики језера, каквима су испуњене долине Алпа,
- ретки и високи планински превоји,
- велики број планинских бујица које се зову gaves, које често стварају високе водопаде, које надмашују једино они у Скандинавији,
- честа појава када горњи део долина добија облик полукружних стрмих гребена, званих цирк.

Највећи водопад је Гаварније (462 m), на улазу Gave de Pau; Cirque de Gavarnie, у истој долини, је вероватно најпознатији пример кружне формације. Нема ниских превоја; између две стране гребена, куда пролазе најважнији путеви и железничке пруге између Француске и Шпаније, постоји само један Col de la Perche, између долине реке Têt и долине реке Segre, и други Col de Somport или Port de Canfranc, на старом Римском путу од Сарагосе до Oloron-Sainte-Marie.
Посебно занимљива атракција је La Brèche de Roland, отвор у гребену, који је по традицији створио Роланд.

## Природна богатства
У Пиринејима руде метала нису од већег значаја, иако постоје рудници гвоздене руде у Vie de Sos у Ariège и у подножју Canigouа у источним Пиринејима. Резерве угља које се могу експлоатисати налазе се углавном на шпанској страни, али на француској страни постоје бројна налазишта лигнита. Отворени рудник у Тримуну (Ariège) је један од највећих налазишта талка у Европи.
Минерална врела су обилна и значајна, а нарочито су познати топли извори, којих на Алпима има врло мало. Топли извори, од којих треба поменути Bagnères-de-Luchon и Eaux-Chaudes имају доста сумпора и углавном се налазе високо, у гранитним стенама. Нижи извори, као што су Bagnères-de-Bigorre, Rennes-les-Bains and Campagne, имају више селена и нису много топли.

## Клима
Количина падавина, кише и снега, је много већа у западним него у источним Пиринејима, што се различито одражава на климу. 
Прво, источни Пиринеји немају глечере, јер је количина снега која падне недовољна за њихов развој. Глечери су ограничени на северне падине централних Пиринеја и не клизе наниже у долине, као у Алпима, али имају велику дужину на планинском гребену. Они чине, у ствари, узану зону близу врхова највиших планина. 
Овде, као и у другим високим планинским ланцима централне Европе, има доказа о много већем простирању глечера за време Леденог доба. Случај глечера у долини Argelbs у департману Hautes-Pyrénées је најбољи пример. Линија снега варира у различитим деловима Пиринеја између 2700-2800 m. надморске висине.

## Флора и фауна
Још значајнији ефекат већих падавина на западном делу ланца има на вегетацију. Нижи делови планине на крајњем западу су добро пошумљени, али количина шума опада према истоку, па су источни Пиринеји прилично дивљи и голи. Постоји промена и у саставу флоре од запада према истоку. На западу је флора, бар на северу, слична оној у централној Европи, док је на истоку медитеранска, иако је разлика у географској ширини само 1°. Пиринеји су релативно богати ендемским врстама, као и Алпи, а као најзначајнији примерци ендемизма су јединствена европска врста Dioscorea (врста пузавице), Dioscorea pyrenaica, која се може наћи само у високим пределима централних Пиринеја, и монотипска врста Xatardia, која расте само на високом превоју између Val d'Eynes и Каталоније. Род који је најбогатије представљен у Пиринејима су каменике, од којих су неколико врста ендемске.
У фауни Пиринеји такође имају неке изванредне примерке ендемизма. Пиринејска водена кртица (Galemys pyrenaicus) може се наћи само у неким потоцима на северним падинама планине, једини други члан овог рода налази се у рекама Кавказа у јужној Русији. Пиринејски (Euproctus pyrenaicus), ендемски рођак саламандера, такође живи у потоцима и језерима на великим висинама. Међу осталим особеностима пиринејске фауне су слепи инсекти у пећинама Ariège, најважнији родови су Anophthalmus и Adelops. Пиринејски ибис је мистериозно нестао у јануару 2000; домаћи пиринејски мрки медвед је готово истребљен у 1990-им, али је поново насељен 1996, када су три медведа доведена из Словеније. Успешно су одгајани па се верује да данас има 15 мрких медведа у централном региону око Фоса и четири домаћа медведа у долини Аспе.

## Спортови
Обе стране Пиринеја су популарне дестинације за зимске спортове, као што је алпско скијање и планинарење. Познатији центри су Формигал, Пантикоса, Бакеира-Берет.
У лето и јесен на Пиринејима се одржавају две велике бициклистичке трке, Тур д Франс који се вози сваке године у јулу и Вуелта а Еспања која се вози у септембру. Етапе које се возе кроз Пиринеје често су одлучујући моменти у обе трке, који привлаче стотине хиљада гледалаца.

### Градси центри
- Арет
- Artouste
- Бур д'Уеј
- Котрет
- Font-Romeu
- Gourette
- Guzet-neige
- La Mongie
- La Pierre Saint Martin
- Le Mourtis
- Les Angles
- Luchon-Superbagnères
- Luz-Ardiden
- Nistos cap nestes
- Peyragudes
- Piau-Engaly
- Somport
- Superbagnères

## Врхови
Највиши врх на Пиринејима је Ането (3.404 m), који се налази на шпанској страни.

### Највиши врхови
- Ането (3.404 m)
- Посетс (3.375 )
- Монте Пердидо (3.355 )
- Пик Моди (3.350 )
- Пик ди Цилиндр (3.328 )
- Маладета (3.308 )
- Вињмал (Пик Лонг) (3.298 )